# 阳光彩虹小白马
《阳光彩虹小白马》是由大张伟作词作曲并演唱的歌曲。该曲于2018年4月16日以单曲的形式发布，后被收录于专辑《人间精品》中。

## 简介
据大张伟表示，《阳光彩虹小白马》的创作灵感来自他在录制《跟着贝尔去冒险》节目时。大张伟称，在艰苦的拍摄环境下，他能想到最美好的事物就是“阳光彩虹小白马”。歌曲的用意便是鼓励人们以乐观心态面对生活中的郁闷痛楚焦躁。
歌曲于2018年4月16日发布，4月24日发布MV，MV融入了童话的元素。

## 网络爆红
因副歌歌词中反复出现的“那个”（发音：nèige，俗写为「内个」，中国北方方言，即“那一个”的合音）与英語中其他种族对黑人的歧视用语“Nigger”发音相似，该歌曲也成为一则网络迷因，並透過IShowSpeed等實況主而爆紅。